# Katharina Sulzbach
Katharina Sulzbach (* 6. Juni 1963 in Wiesbaden) ist eine deutsche Juristin und Schriftstellerin. Sie schreibt seit 2019 unter ihrem Mädchennamen Katharina Fuchs.

## Leben
Katharina Sulzbach verbrachte ihre Kindheit in der französischen Schweiz am Genfersee und in Hessen. Sie legte ihr Abitur am Main-Taunus-Gymnasium in Hofheim am Taunus ab. Nach ihrem Studium der Rechtswissenschaften an der Johann-Wolfgang-von-Goethe-Universität und in Paris, arbeitete sie als Rechtsanwältin in einer Wirtschaftsrechtskanzlei in Frankfurt am Main. Von 1991 bis 2018 war sie Justiziarin einer daxnotierten Aktiengesellschaft. Seit 2019 widmet sie sich ausschließlich ihrer schriftstellerischen Tätigkeit.

## Werke
Katharina Sulzbachs erster Roman Westendladies, erschien 2011 im Frankfurter Verlag weissbooks.w. Die FAZ bezeichnete es als das wohl meistverkaufte Frankfurt-Buch des Sommers 2011.
Mit dem Roman Zwei Handvoll Leben, erschienen im April 2019 unter dem Pseudonym Katharina Fuchs, wechselte Katharina Sulzbach das Genre. Der Roman basiert auf der wahren Lebensgeschichte der Großmütter der Autorin, ihrer deutschen Schicksale in der ersten Hälfte des zwanzigsten Jahrhunderts, durch zwei Weltkriege hindurch. Zugleich spiegelt er die Geschichte des Berliner Kaufhauses KaDeWe von 1919 bis 1953 aus der Sicht einer Verkäuferin, der Großmutter mütterlicherseits der Autorin. Die Taschenbuchausgabe war nach Erscheinen im März 2020 siebzehn Monate auf der Spiegelbestsellerliste platziert. Das E-Book Zwei Handvoll Leben wurde bestverkauftes E-Book des Jahres 2020. Der Roman wurde bisher in fünf Sprachen übersetzt.
Im April 2020 erschien die Fortsetzung mit dem Titel Neuleben. In diesem Roman über die Nachkriegszeit erzählt die Autorin die Geschichte ihrer Tante, die eine der allerersten Vorsitzenden Richterinnen Deutschlands war, und ihrer Mutter, einer Modemacherin. Der Roman war ebenfalls mehrere Monate Spiegelbestseller.
Im April 2021 erschien Lebenssekunden. Der Roman beschreibt die deutsch-deutsche Geschichte der ersten Fotojournalistin der Bundesrepublik und einer Leistungsturnerin aus der DDR. Auch Lebenssekunden wurde zum Spiegelbestseller
Unser kostbares Leben, der vierte Roman, den die Autorin unter dem Pseudonym Katharina Fuchs veröffentlichte, erschien im Dezember 2021. Er erzählt die Geschichte ihrer eigenen Kindheit und Jugend in den 70er- und 80er-Jahren in einer hessischen Industriestadt. „Originalschauplätze des Romans sind unter anderem der Frankfurter Palmengarten, die Disco Dorian Grey und das Hüttendorf an der B8.“
Als fünfter Roman erschien Der Traum vom Leben im April 2023, ebenfalls unter dem Pseudonym Katharina Fuchs. Er spielt in Ostfriesland und Paris. 
Am  2. April 2024 erschien Das Flüstern des Lebens. Das Werk erzählt die Geschichte einer 45-jährigen Architektin aus München, die nach dem Tod ihrer Tante überraschend eine Kaffeeplantage in Tansania erbt.  Der Roman basiert auf einer wahren Begebenheit und thematisiert Liebe in der zweiten Lebenshälfte, Leihmutterschaft und Identitätssuche vor der Kulisse der afrikanischen Landschaft.
Am 3. März 2025 erschien der Roman Vor hundert Sommern Im Droemer Verlag.  Der Generationenroman verknüpft die Lebensgeschichten dreier Frauen über ein Jahrhundert hinweg und thematisiert die Auswirkungen historischer Ereignisse auf individuelle Schicksale. Beim Ausräumen der Wohnung der Großmutter entdecken zwei Frauen den Nachlass von Clara Brand, über deren Leben bislang wenig bekannt war. Die Handlung springt zwischen den 1920er Jahren, in denen Clara Brand in Berlin einen Hundesalon führt und sich unwissentlich in politische Gefahren begibt, und der Gegenwart, in ihre Urgroßnichte mit antisemitischen Vorfällen an ihrer Universität konfrontiert wird. Der Roman beleuchtet, wie vergangene Schuld und Scham das Leben nachfolgender Generationen beeinflussen.
Katharina Fuchs verarbeitet in dem Roman wiederum Elemente ihrer eigenen Familiengeschichte. Die Figur der Clara Brand basiert auf ihrer Großtante, und es gibt ein Wiedersehen mit Anna Liedke, der Großmutter der Autorin und einer Figur aus dem früheren Roman Zwei Handvoll Leben. Der Roman Vor hundert Sommern thematisiert die transgenerationale Weitergabe von Traumata und die Bedeutung der Auseinandersetzung mit der Vergangenheit für die Gestaltung der eigenen Zukunft.

## Publikationen
- Westendladies. Weissbooks.w., Frankfurt am Main 2011, ISBN 978-3-86337-007-7.
- Stutenparade. Droemer Paperback, München 2012, ISBN 978-3-426-22624-7.
- Großwildjagd. Knaur Taschenbuch, München 2014, ISBN 978-3-426-51457-3.
- Zwei Handvoll Leben. Katharina Fuchs, Droemer HC, München 2019, ISBN 978-3-426-28210-6.
- Neuleben. Katharina Fuchs, Droemer HC, München 2020, ISBN 978-3-426-28211-3.
- Lebenssekunden. Katharina Fuchs, Droemer HC, München 2021, ISBN 978-3-426-28264-9.
- Unser kostbares Leben. Katharina Fuchs, Droemer HC, München 2021, ISBN 978-3-426-28265-6.
- Der Traum vom Leben. Katharina Fuchs, Droemer HC, München 2023, ISBN 978-3-426-28394-3.
- Das Flüstern des Lebens,. Katharina Fuchs, Droemer HC, München  2024, ISBN 978-3426283950
- Vor Hundert Sommern. Katharina Fuchs, Droemer HC, München 2025, ISBN 978-3-426-56127-0